# Chen Si'an
En una onomàstica xinesa Chen es el cognom i Si'an el prenom.
Chen Si'an (xinès simplificat: 陈思安) També ha escrit amb el pseudònim de Chen Lu (陈璐). (Mongòlia 1986 -) Editora, escriptora, poeta, dramaturga i traductora xinesa.

## Biografia
Nascuda a Mòngolia Interior l'abril de 1986 viu a Pequín.

#### Escriptora i dramaturga
Fundadora i Directora Artística del Festival de Lectura Sound and Fury Play (声嚣”剧读节). És editora executiva de la revista “Ailes” (翼), creada a Pequín el 1998 pels poetes Zhai Yongming (翟永明) i Zhou Zan (周瓒).
També és la fundadora i presentadora d'una xarxa de lectura de llibrets de teatre titulada "Noise and Fury" ("声嚣"). Publica regularment contes, en diverses revistes literàries, que de vegades adapta per a l'escenari. La seva temàtica ha anat evolucionant, des de la vida de les dones fins a la vida dels inadaptats urbans, personatges estranys o marginats. Els personatges dels seus contes són persones “desconnectades”, que han apostat per un estil de vida actiu, inclòs el joc contra l'opressió de la ciutat. També li agrada evocar antigues llegendes o parodiar gèneres establerts, com per exemple l'estil del gènere literari wuxia de “El riu oblidat” (忘川), la literatura surrealista, a “The Night Market” (夜市) la ciència-ficció, i també la temàtica sobre la intel·ligència artificial, a "El riu en inundació" (滚滚凌河).
Les nombroses obres teatrals escrites i/o dirigides per ella s'han representat en molts teatres xinesos i estrangers com el Royal Court Theatre, Edinburgh International Theatre Festival, Shanghai Dramatic Arts Center, Korean National Theatre Myeongdong Art Theatre, China National Theatre, Intermediate Theatre, Goethe-Institut Beijing, Beijing International Youth Drama Festival , Taiwan Cross-Strait Small Theatre Art Festival, Nanluoguxiang International Theatre Festival, City Theatre Festival i altres llocs.

#### Traductora
Com traductora de l'anglès al xinès ha traduït obres d'escriptores i dramaturgues com Carolyn Gage, Alice Birch, E.V.Crowe, Jude Christian, i de poetesses estatunidenques com Patti Smith, Mei-mei Berssenbrugge, Eileen Myles, Mary Jo Bang i Nicole Sealey.

## Obres destacades
| Any  | Títol xinès        | Títol anglès         |
| ---- | ------------------ | -------------------- |
| 2010 | 天马行空那些年     |                      |
| 2013 | 沉默的间隔         | Intervals of silence |
| 2014 | 随黄公望游富春山   |                      |
| 2015 | 接下来，我问，你答 |                      |
| 2015 | 吃火               | Swallowing fire      |
| 2019 | 海水火锅           | Ocean Hotpot         |
| 2019 | 冒牌人生           | Fake Life            |
| 2020 | 活食               | Live Food            |
| 2021 | 体内火焰           | The Fire Within      |